# Meremäe (plaats)
Meremäe (Russisch: Михайлово, Michajlovo) is een plaats in de Estlandse gemeente Setomaa, provincie Võrumaa. De plaats heeft de status van dorp (Estisch: küla) en telt 143 inwoners (2021).
Het dorp was tot in oktober 2017 de hoofdplaats van de gemeente Meremäe. In die maand werd Meremäe bij de nieuwe fusiegemeente Setomaa gevoegd.
Het dorp heeft een basisschool, een bibliotheek en een gemeenschapscentrum. Op het grondgebied van het dorp ligt ook een klein berkenbos (2 hectare), Meremäe kaasik. Het is een beschermd monument.

## Geschiedenis
Meremäe hoort pas sinds de Vrede van Tartu van 1920 bij Estland. Daarvoor hoorde de plaats bij Rusland. Ze werd voor het eerst genoemd in 1882 onder de naam Михайлово (Michajlovo) en was toen de naam van een bos. Het bos viel onder een nulk, een regio waar de taal Seto werd gesproken, de nulk Koolina. Koolina viel onder de gemeente Pankjavitsa.
In 1919, tijdens de Estische Onafhankelijkheidsoorlog, veroverden Estische troepen de stad Petsjory en omgeving, waaronder ook Meremäe. Bij de Vrede van Tartu deed de Sovjet-Unie ‘voorgoed’ afstand van het gebied, dat nu de Estische provincie Petserimaa werd. Uit delen van de gemeenten Pankjavitsa en Petseri vald vormden de Esten een nieuwe gemeente Obinitsa met het gelijknamige dorp als hoofdplaats. In de jaren 1920-1923 bouwden ze in het bos Michajlovo een nieuwe hoofdplaats voor de gemeente, die eerst Mihailovo heette en na 1938 Meremäe.
Op 16 januari 1945 werd Estland, dat intussen door de Sovjet-Unie was geannexeerd, gedwongen het grootste deel van Petserimaa af te staan aan de Russische Socialistische Federatieve Sovjetrepubliek. De gemeente Meremäe bleef (op vier dorpen na) bij Estland en werd bij de provincie Võrumaa ondergebracht.
In 1977 werd het buurdorp Põrstõ bij Meremäe gevoegd.

## Foto's

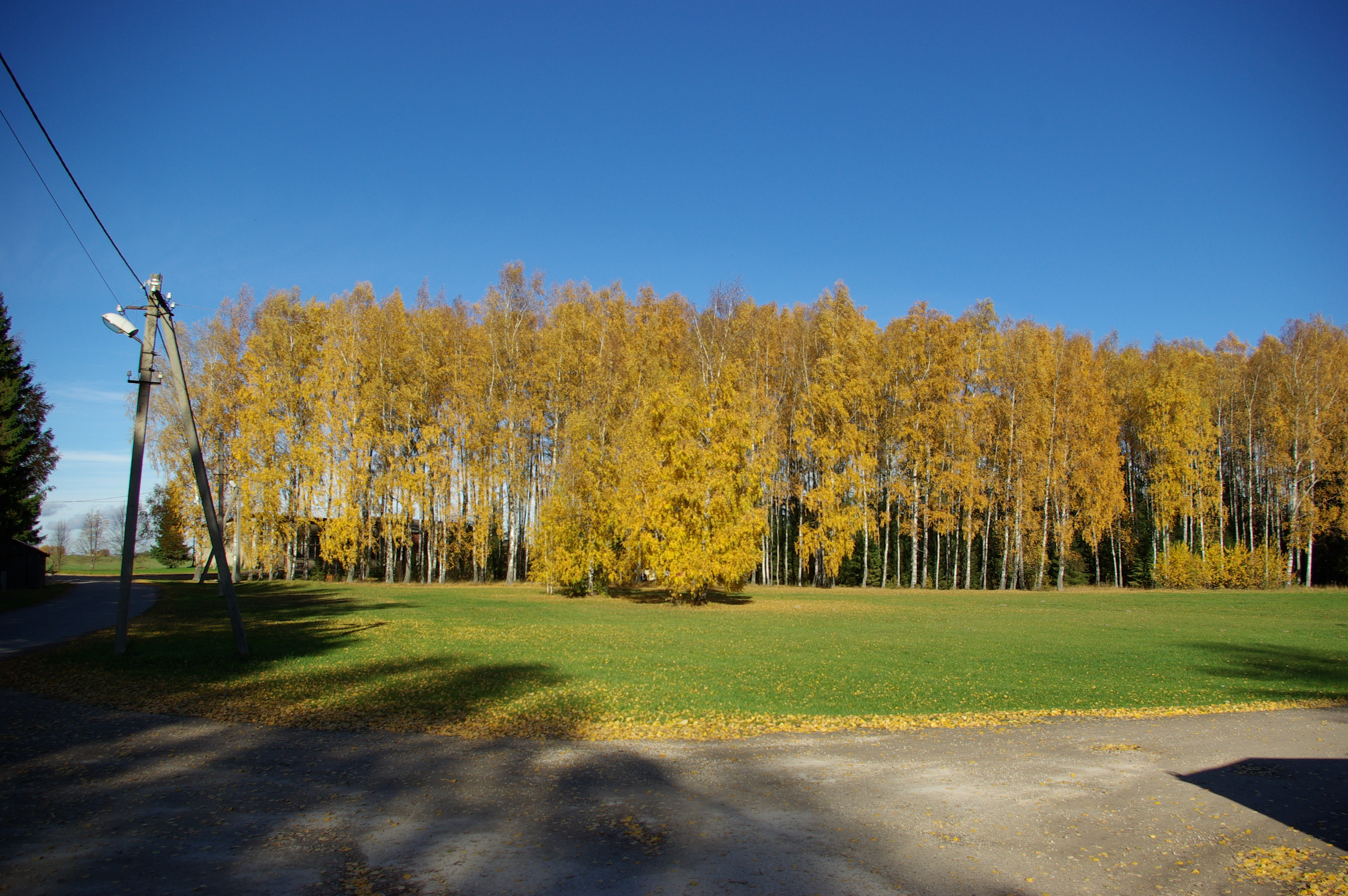
Meremäe kaasik
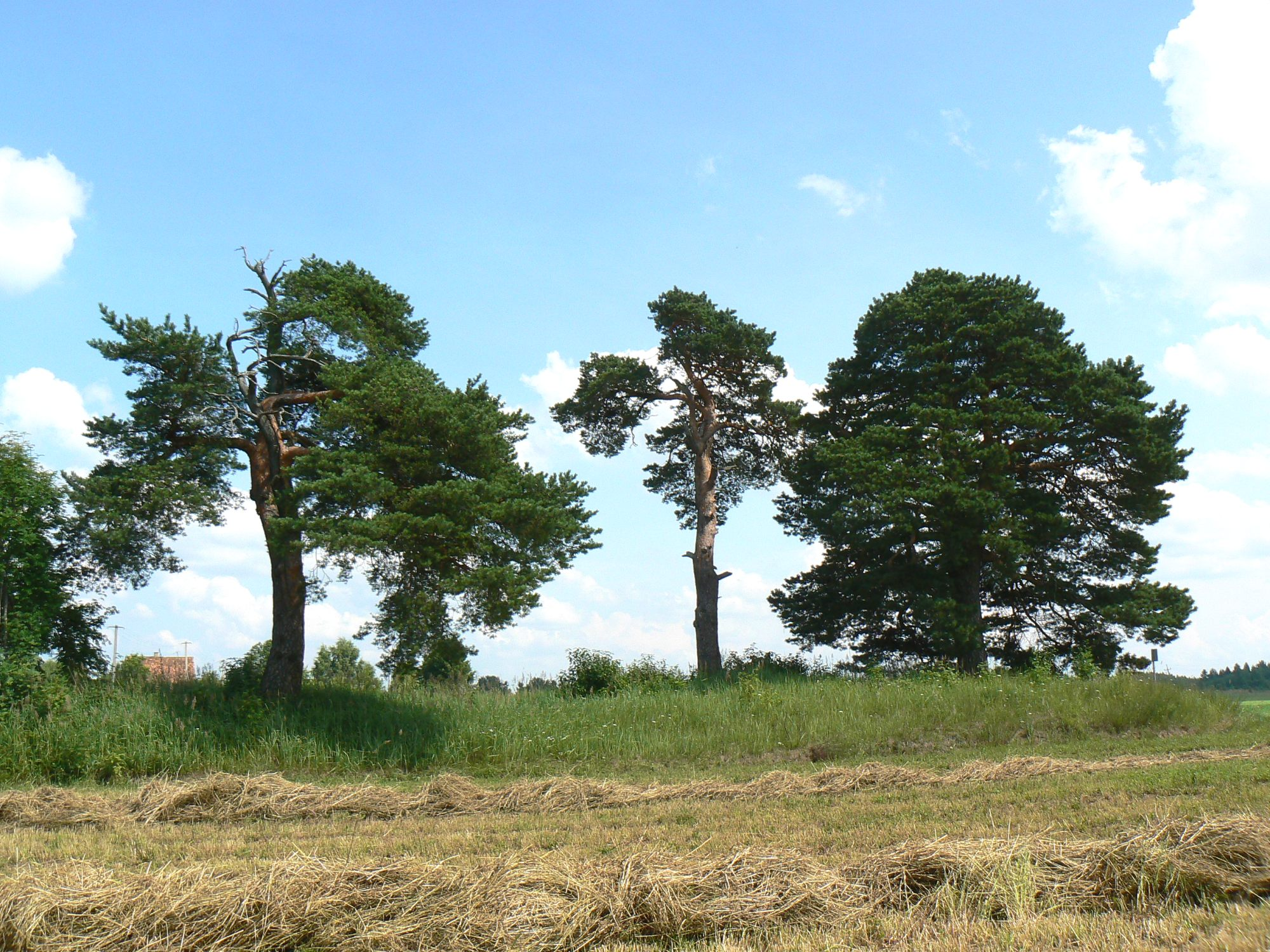
Dennen. Bij deze bomen ligt een in onbruik geraakt kerkhof
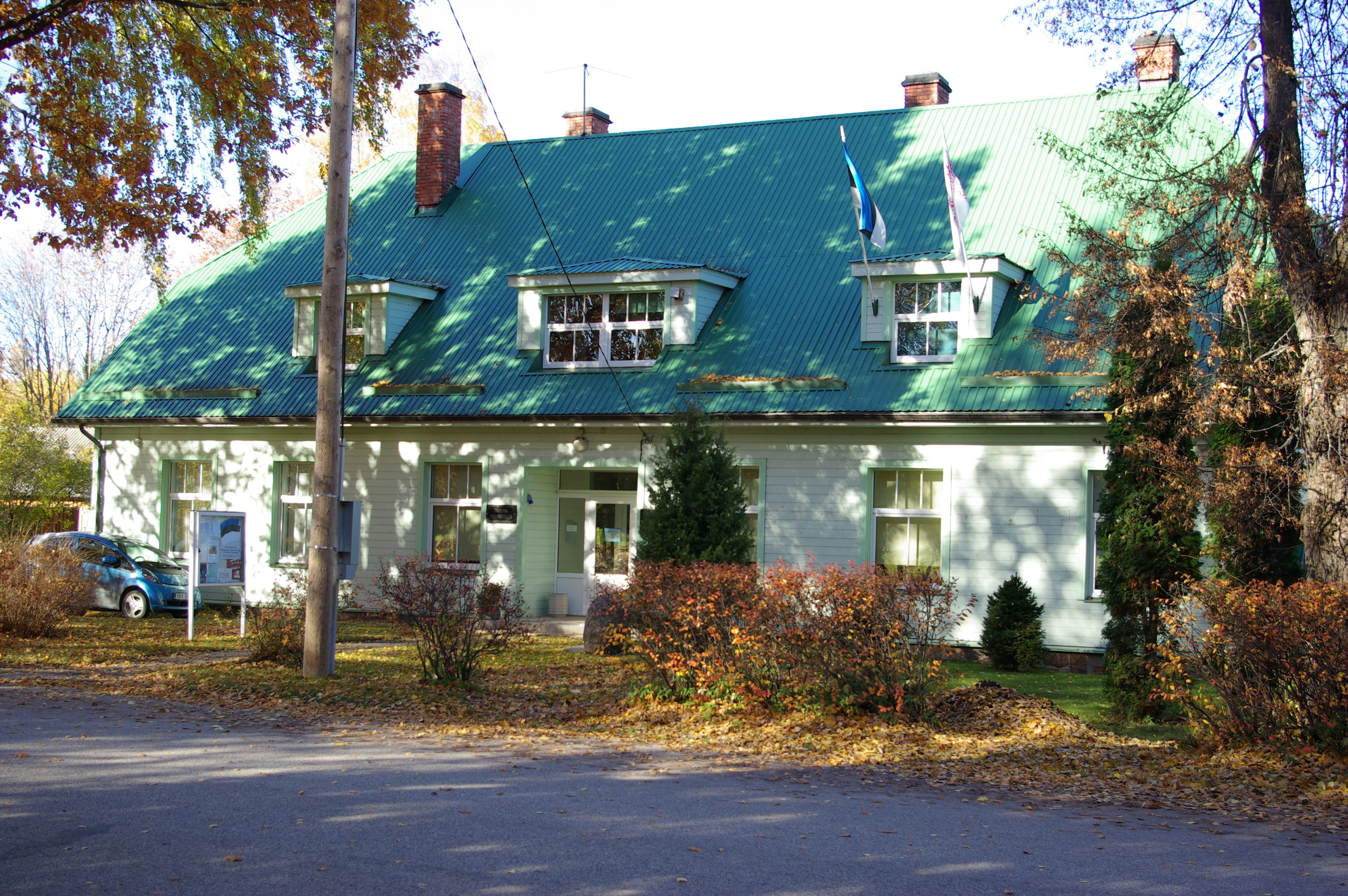
Het voormalige gemeentehuis
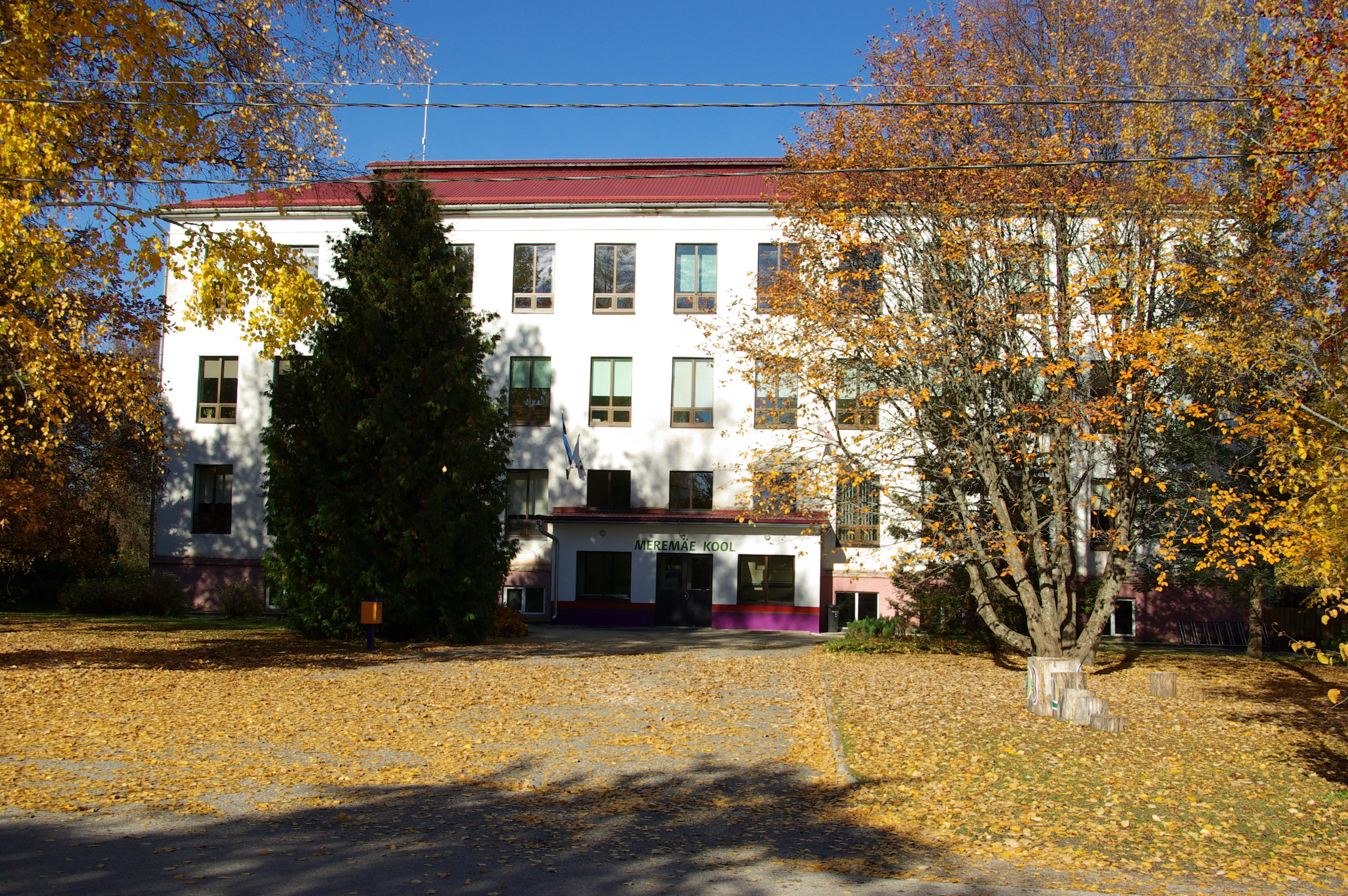
De dorpsschool
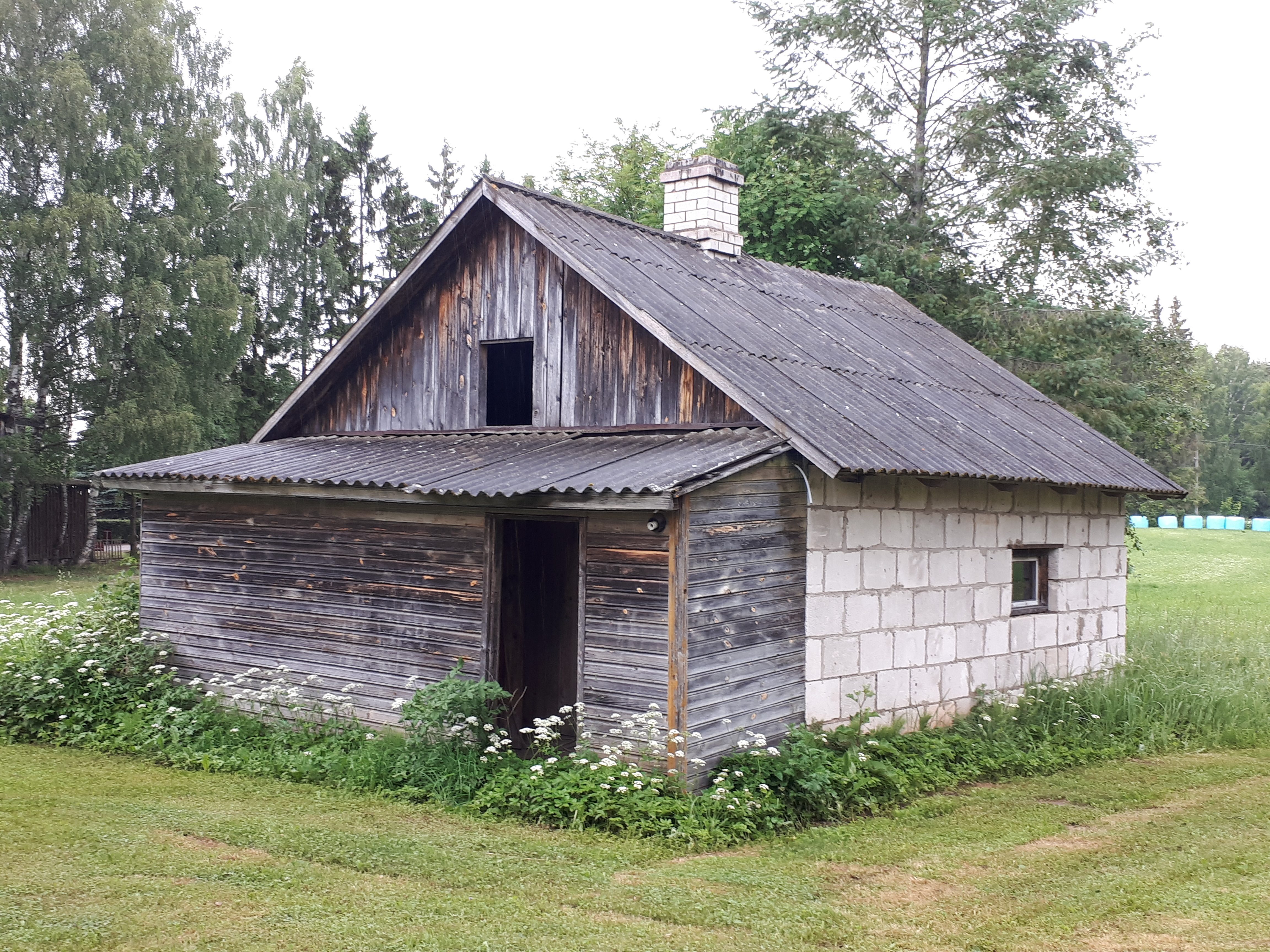
Sauna
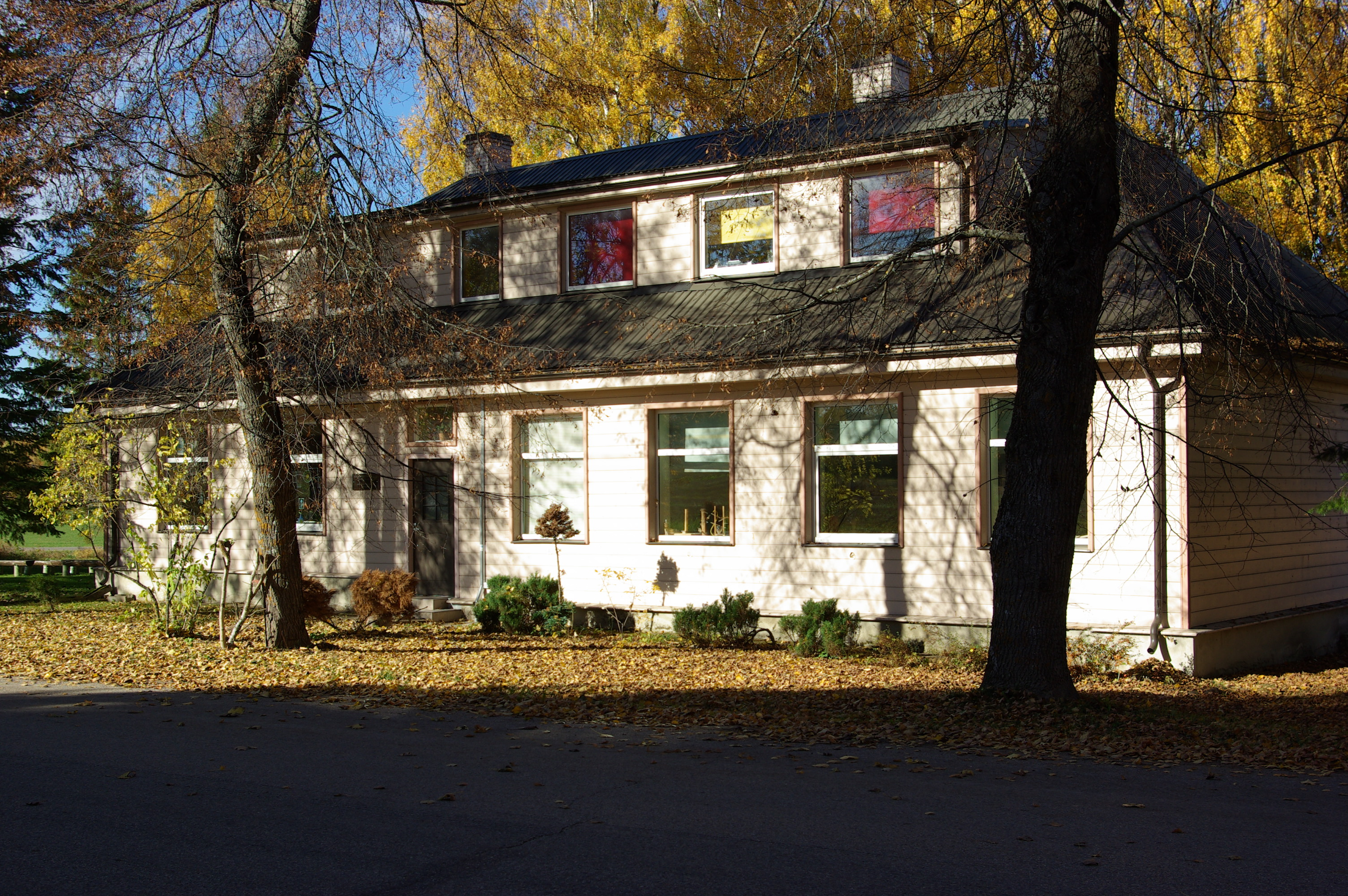
Jeugdhuis